# Muziekprijs
Dit is een alfabetische lijst van muziekprijzen, gerangschikt naar land.
Een muziekprijs is een onderscheiding die regelmatig wordt toegekend aan musici, artiesten, producers, componisten, dirigenten, arrangeurs of liedjesschrijvers, om hen te eren voor hun werk over een bepaalde periode. 

## België
- Caeciliaprijs
- Albert De Sutter Prijs
- Internationale prijs Emmanuel Durlet voor piano (tot 2005)
- Floris Van der Muerenprijs
- Fugatrofee
- Humo's Rock Rally
- Karel Bouryprijs
- Koningin Elisabethwedstrijd-prijzen
- Klara Muziekprijzen
- Klara Carrièreprijs
- Jef van Hoof Prijs
- Laureaat van de Vlaamse Academie van België
- Mgr. René Lenaertsprijs
- Limbomania
- Melkrockrally
- Music Industry Awards (MIA's)
- Nekka-Wedstrijd
- Orpheus Prijs
- Radio 2 Zomerhit
- TMF Awards (tot 2010)
- Henry Vieuxtemps Prijs
- Prijs van de Vlaamse Gemeenschap voor Muziek
- Vlaamse cultuurprijs voor muziek
- ZAMU Award
- Sabam Awards
- Sabam Jazz Awards

## Canada
- Juno Awards

## Duitsland
- Echo
- Preis der deutschen Schallplattenkritik

## Frankrijk
- Diapason d'or
- NRJ Music Awards
- Prix Bobby Jaspar
- Prix Boris Vian
- Prix Django Reinhardt
- Victoires de la musique

## Israël
- Wolfprijs, Israëlische wetenschaps- en kunstprijs (o.a. muziek)

## Italië
- Concorso Alfredo Casella Siena
- Internationale Compositiewedstrijd te Corciano
- Festival van San Remo
- Premio Valentino Bucchi Rome

## Nederland
- 3FM Awards
- 3voor12 Award
- Amsterdamse popprijs
- ANV-Visser Neerlandia-prijs
- Boy Edgarprijs
- Buma Award voor filmmuziek
- Buma Exportprijs
- Drentse Popprijs
- Edison
- FunX Music Awards
- Jacob van Eyckprijs
- Gaudeamusprijs
- Gerard Boedijn Penning
- Gouden Harp
- Gouden Notekraker
- Grote Prijs van Nederland
- GrachtenfestivalPrijs
- Haagse Popprijs
- Hilvarenbeekse Muziekprijs
- John Kraaijkamp Musical Award
- Nederlandse Muziekprijs
- Lennaert Nijgh Prijs
- Paul Acket Award
- Popprijs van Stichting Buma Cultuur
- Prijs Nederlandse Blaasmuziek
- Radio 2 Zendtijdprijs
- Radio 5 Nostalgia Oeuvreprijs
- Roos van Nijmegen
- Annie M.G. Schmidt-prijs
- Bob Scholte-ring
- Sena European Guitar Award
- State Awards
- Sweelinckprijs
- TMF Awards (Nederland)
- Matthijs Vermeulenprijs
- Joost van den Vondelprijs
- Vriendenkrans (Concertgebouw)
- De Ovatie (voorheen VSCD Klassieke Muziekprijs)
- Johan Wagenaar-Prijs
- Willem Breukerprijs
- Willem Wilminkprijs
- Zilveren Duif Awards
- Zilveren Harp

## Spanje
- "Ricardo Villa" del Ayuntamiento de Madrid
- Polifonía Religiosa de Moncada
- Premio de Composición Musical "Andrés Gaos"
- Premio Ondas

## Verenigd Koninkrijk
- BBC Radio 2 Folk Awards
- BBC Radio 3 Awards for World Music
- Brit Awards
- Gramophone Classical Music Award
- Grammy Award
- Mercury Music Prize
- MOBO Awards
- Ivor Novello Awards
- Q Award
- Songlines Music Awards

## Verenigde Staten
- Academy Country Music Awards
- Joseph H. Bearns Prijs
- Prix Lili Boulanger
- Grammy Award
- Koussevitzky Prijs
- Malloy Miller Compositie Prijs
- MTV Video Music Awards
- Ostwald prijs
- Pulitzerprijs voor muziek
- William D. Revelli Composition Contest

## Internationaal
- Ernst von Siemens Muziekprijs
- Anner Bijlsma Award
- Aga Khan Music Awards

### Europa
- European MTV Music Award
- Eurovisiesongfestival
- European Border Breakers Award